# Sismondi
Quella dei Sismondi è un'antica famiglia di Pisa, in passato assimilata alla famiglia degli Asmundo (Sigismondo e Sismondo). 

## Storia familiare
Tradizionalmente, Sigismondo era un dignitario longobardo, giunto a Pisa dalla Germania; nel 774 divenne priore della Repubblica di Pisa. 
Nel corso di recenti studi, si è scoperto il nome del capostipite della famiglia: un Pandolfo, detto ‘Contulino’ dal 1034, vissuto nel secolo XI, figlio di un altro Pandolfo notaio e fratello di Guglielmo e di Andrea detto ‘Signorello’. A sua volta, Andrea è stato di recente riconosciuto quale capostipite della famiglia dei Pandolfi.
Da donna Contilda, appartenente ad una stirpe di rango comitale, e da Pandolfo/Contulino nacquero quattro figli maschi (Guglielmo, Sismondo I, Guinizzo e Guido), che al loro volta diedero origine a due linee familiari, distinte per zona topografica: a) il ramo di Guinizzo, domiciliato in Oltrarno, nella cappella di Santa Cristina del quartiere "di Chinzica"; b) il ramo di Guido (ebbe 3 figli maschi, di cui il maggiore fu Sismondo II, Enrico di Guinizzo, fra i consoli alla guida della spedizione balearica del 1113-1115, definito Sigimundiade Vinithone creatus, nel V canto del Liber maiolichinus, e Uberto), insediato sulla sponda opposta del fiume, nella cappella di San Salvatore in Porta Aurea, oggi scomparsa. Da Uberto potrebbe derivare la famiglia dei Del Cane con il figlio Lamberto, soprannominato 'Cane'. Da aggiungere inoltre le diramazioni, sorte fra l’inizio del 1200 e i primi del secolo XIV, con i rami autonomi dei Guinizzelli, dei Buzzaccarini e dei Benetti.
Appartenne a questa famiglia la famosa Kinzica de' Sismondi. 
Imprigionato Museto, come attestò Lorenzo Bonincontro di S. Miniato, i Sismondi divennero giudici del Giudicato d'Agugliastra (Ogliastra), in Sardegna.
Nel medioevo appoggiò la Parte ghibellina e fu tra le famiglie che l'arcivescovo Ruggieri degli Ubaldini aizzò contro Ugolino della Gherardesca, facendolo catturare durante una sommossa popolare, prima di essere rinchiuso a morire di fame nella Torre della Muda con altri quattro suoi discendenti (1289).
Questa famiglia è citata con quella dei Lanfranchi e dei Gualandi da Dante Alighieri a proposito della caccia sognata dal Conte e raccontata durante il suo episodio nell'Inferno (XXXIII, 32).

## Personalità
- Chinzica Sismondi, eroina per aver salvato nel 1005 la città di Pisa dal totale sterminio per mano di Museto re dei Mori[9];
- Muscola Sismondi (o Sigismondo Muscola), console forense di Genova (anni 1145, 1148, 1164), fondatore e benefattore della chiesa Santa Maria del Prato di Albaro[10];
- Sismondo III Sismondi, figlio di Enrico di Guinizzo, di Guido, di Pandolfo/Contulino, fu console nel 1142, 1144, 1153, 1155 e 1160[11];
- Guinizzo III Sismondi, di Ugo, nipote di Sismondo II, di Guido, di Pandolfo/Contulino, fu console nel 1156[12];
- Conte (altrove Contolino o Contulino) Sismondi, figlio di Ugo, di Sismondo II, di Guinizzo, di Pandolfo/Contulino, fratello di Guglielmo, dottore in legge, fu ambasciatore di Pisa alla corte di Barbarossa di Torino nell'agosto 1162[13]; padre di Ugolino ‘Rosso’[14];
- un Corso Sismondi, console e ambasciatore di Genova nel 1164 presso Federico II[15];
- nel 1170 un Fornaio Sismondi[16], verosimilmente fratello di Conte e di Guglielmo[5], e Guinizzello IV [17] del fu Sismondo III, di Enrico di Guinizzo, furono consul iustitie;
- Guglielmo Sismondi, fratello di Conte, di Ugo, di Sismondo II, di Guinizzo, di Pandolfo/Contulino, uno dei «Capitanei de V» di Pisa nel 1174[14];
- Guinizzello (o Guinicello) Sismondi (Gherardo Guinizelli dei Sismondi), per due volte console, favorevole alla guerra contro i Lucchesi durante la quale venne fatto prigioniero il figlio Lamberto, liberato poi quando Paganello Sismondi firmò la pace nel 1182[18];
- Ranieri (o Ranuccino) Sismondi del fu Benedetto, di Vernaccio, fu console e governatore di Pisa nel 1205[19];
- Mondasco de' Sismondi († prima del 1281 - dopo il 1282), vescovo della diocesi del Sulcis;
- Guinicello di Buzzaccarino Sismondi (ammiraglio Guinicello de' Sismondi)